# Ryssland i olympiska vinterspelen 2006
Rysslands OS-trupp vid Olympiska vinterspelen 2006

## Medaljer
| Guld | Silver | Brons | Totalt |
| ---- | ------ | ----- | ------ |
| 8    | 6      | 8     | 22     |

### Guld
- Jevgenij Dementiev - Skidor: Dubbeljakt 30 km
- Svetlana Isjmuratova - Skidskytte: 15 km
- Tatiana Totmjanina och Maksim Marinin - Konståkning: Paråkning
- Jevgenij Plusjenko - Konståkning: Soloåkning

### Silver
- Albert Demtjenko - Rodel: Singel
- Dmitrij Dorofejev - Skridsko: 500 meter
- Julija Tjepalova - Längdskidåkning: 30 km masstart
- Aleksandr Zubkov, Filipp Egorov, Alexej Seliverstov & Aleksej Vojevoda - Bob: Fyrmans
- Jevgenij Dementiev - Längdskidåkning: 50 km masstart

### Brons
- Jevgenija Medvedeva-Arbuzova - Skidor: Dubbeljakt 15 km
- Ivan Alypov/Vasilij Rotjev - Längdskidåkning:Sprintstafett
- Albina Achatova- Skidskytte: 15 km
- Irina Slutskaja - Konståkning: Soloåkning
- Vladimir Lebjedev - Freestyle: Hopp